# 大仙人掌地雀
大仙人掌地雀（学名：Geospiza conirostris）是一种属于达尔文雀的鸣禽。
伊斯帕尼奥拉岛上的大仙人掌地雀的喙比岛上的大仙人掌地雀大。在伊斯帕尼奥拉岛上它是喙最大的鸟，因此占据了勇地雀和大嘴地雀之间的生态位。
雌鸟的喙是红色的，羽毛是白色、棕色的，带有黑色。雄鸟的喙颜色比较深，羽毛是黑色的。大仙人掌地雀长而有力的喙特别适于吃种子和昆虫。大仙人掌地雀的食物包括种子、水果、仙人掌的花和偶尔也吃昆虫。它们在伊斯帕尼奥拉岛、岛和达尔文岛上有分布，往往栖息在仙人掌上。